# Trung đoàn Bộ binh Phổ cũ số 15 (1806)
Trung đoàn bộ binh Phổ số 15 là một trung đoàn cũ của Phổ.